# 邵光县
邵光县（1931年12月初—1932年3月）是中华苏维埃共和国赣东北省的一个县。
1931年12月初，黄立贵率闽北独立团攻克邻近邵武县的建阳县黄坑，成立邵光县苏维埃政府，得名于邵武、光泽二县首字。1932年2月，县机关转移到建阳与邵武毗邻的竹溪垅；3月，邵光县苏维埃政府改称邵武县苏维埃政府。